# Animals (série de televisão)
Animals é uma série de televisão de comédia animada americana criada por Phil Matarese e Mike Luciano. Os dois primeiros episódios foram produzidos de forma independente e apresentado no Festival de Cinema de Sundance, em janeiro de 2015. Em maio de 2015, HBO pegou a série com uma ordem de duas temporadas, que estreou 5 de fevereiro de 2016. A série foi renovada para uma terceira temporada em 19 de maio de 2017. A terceira temporada estreou em 3 de agosto de 2018. Em outubro de 2018, foi anunciado que a HBO cancelou a série sendo substituída por Esme & Roy na HBO em 17 de outubro de 2018.
Cada episódio apresenta um elenco diferente de convidados especiais, além dos criadores Matarese e Luciano. A série mostra e apresenta principalmente retroscripting, o diálogo improvisado descreve com base na trama.

## Premissa
Cada episódio apresenta um elenco diferente de convidados especiais, juntamente com os criadores Matarese e Luciano dando vozes a vários animais. O programa apresenta rotinas de retrospectiva e diálogo improvisado baseado em esboços de trama. Cada temporada também tem um arco de história apresentando humanos em sequências live action, como um prefeito corrupto e os eventos que levaram à sua reeleição na primeira temporada.
Na segunda temporada, o arco da história humana de uma repórter investigando um surto de vírus pelo cientista louco Dr. Labcoat, que é forçado a liberar um gás que dissolve toda a vida humana em Nova York.
Na Terceira Temporada, que ocorre três anos após o chamado "Green Day", os animais de Nova York formaram seus próprios governos enquanto estão sendo observados por dois soldados que estão perdendo o controle sobre a realidade.

## Episódios

### 1.ª Temporada (2016)
| No. na série | No. | Título                | Director(es)                                  | Escritor(es)                 | Exibição Estados Unidos — Brasil                | Audência (em milhões) |
| --- | --- | --------------------- | --------------------------------------------- | ---------------------------- | ----------------------------------------------- | --------------------- |
| 1 | 1   | "Rats. Ratos."        | Phil Matarese e Mike Luciano                  | Phil Matarese e Mike Luciano | 5 de fevereiro de 2016 6 de fevereiro de 2016   | 0.239                 |
| Dois ratos chamados Mike e Phil assistem a uma festa onde é descoberto bebês que Phil nunca teve. Enquanto isso, dois cavalos da polícia, dublado por Paul Scheer e Matt Walsh, discutem sobre um amigo que se tornou um cavalo de corrida. Também dois percevejos expressas por Mark Duplass e Rob Corddry, movem-se em pêlos pubianos do prefeito e falam sobre um de seu divórcio e subsequente ums crise de meia idade. |     |                       |                                               |                              |                                                 |                       |
| 2 | 2   | "Pigeons. Pombos."    | Phil Matarese e Mike Luciano                  | Phil Matarese e Mike Luciano | 12 de fevereiro de 2016 13 de fevereiro de 2016 | 0.235                 |
| 3 | 3   | "Cats. Gatos."        | Phil Matarese, Mike Luciano e Wes Archer      | Phil Matarese e Mike Luciano | 19 de fevereiro de 2016 20 de fevereiro de 2016 | 0.188                 |
| 4 | 4   | "Dogs."               | Phil Matarese, Mike Luciano e Dominic Polcino | Phil Matarese e Mike Luciano | 26 de fevereiro de 2016                         | 0.282                 |
| 5 | 5   | "Rats."               | Phil Matarese, Mike Luciano e Wes Archer      | Phil Matarese e Mike Luciano | 4 de março de 2016                              | 0.290[                |
| 6 | 6   | "Pigeons."            | Phil Matarese, Mike Luciano e Dominic Polcino | Phil Matarese e Mike Luciano | 11 de março de 2016                             | 0.247                 |
| 7 | 7   | "Files."              | Phil Matarese, Mike Luciano e Wes Archer      | Phil Matarese e Mike Luciano | 18 de março de 2016                             | 0.187                 |
| 8 | 8   | "Squirrels, Part I."  | Phil Matarese, Mike Luciano e Dominic Polcino | Phil Matarese e Mike Luciano | 25 de março de 2016                             | 0.256                 |
| 9 | 9   | "Squirrels, Part II." | por anunciar                                  | Phil Matarese e Mike Luciano | 1 de abril de 2016                              | 0.149                 |